# Makasarczycy
Makasarczycy, Makasarzy (Tu Mangkasarak) – indonezyjska grupa etniczna zamieszkująca południową część wyspy Celebes (Sulawesi), w pobliżu miasta Makasar.
Słyną jako doskonali szkutnicy i żeglarze. W przeszłości rywalizowali z sąsiadującymi z nimi Bugisami. W większości wyznają islam, występują pewne wpływy rodzimych wierzeń.
Posługują się językiem makasarskim z wielkiej rodziny austronezyjskiej. W użyciu jest także malajski makasarski, którzy służy do komunikacji międzyetnicznej. W mieście Makasar istotną rolę odgrywa język indonezyjski.
Od XIV w. tworzyli państwo Gowa. Utrzymywali kontakt z Aborygenami australijskimi, wskutek czego w językach australijskich zaznaczyły się wpływy języka makasarskiego.
Przez innych Indonezyjczyków są często myleni bądź utożsamiani z Bugisami. Są to jednak odrębne (choć zbliżone kulturowo) grupy etniczne, posługujące się wzajemnie niezrozumiałymi językami.